# 딸림표현
리 군론에서 딸림표현(-表現, 영어: adjoint representation)은 어떤 리 군이 스스로의 리 대수 위에 가지는 표준적인 표현이다.

## 정의
리 군 {\displaystyle G}가 주어졌다고 하자. 그렇다면, 다음을 정의할 수 있다.
{\displaystyle \phi \colon G\to \operatorname {Aut} (G)}
{\displaystyle \phi \colon g\mapsto \phi _{g}}
{\displaystyle \phi _{g}\colon h\mapsto ghg^{-1}\qquad (g,h\in G)}
이제, 그 원점 {\displaystyle 1\in G}에서의 밂을 취하자.
{\displaystyle \mathrm {D} _{1}(\phi _{g})\colon \mathrm {T} _{1}G\to \mathrm {T} _{1}G}
이제, {\displaystyle \mathrm {T} _{1}G={\mathfrak {g}}}는 리 대응 아래 {\displaystyle G}에 대응하는 리 대수이며, {\displaystyle \mathrm {D} _{1}(\phi _{g})\colon {\mathfrak {g}}\to {\mathfrak {g}}}는 리 대수의 자기 준동형이다. 즉, 이는 사상
{\displaystyle \operatorname {Ad} \colon G\to \operatorname {Aut} ({\mathfrak {g}})}
를 정의한다. 특히, 만약 {\displaystyle {\mathfrak {g}}}의 리 대수 구조를 잊고 단순히 실수 벡터 공간으로 간주한다면, 이는 {\displaystyle G}의 유한 차원 실수 표현을 이룬다. 이를 리 군 {\displaystyle G}의 딸림표현이라고 한다.

### 리 대수의 딸림표현
임의의 가환환 {\displaystyle K} 위의 리 대수 {\displaystyle {\mathfrak {g}}}가 주어졌다고 하자. 그렇다면, 사상
{\displaystyle \operatorname {ad} \colon {\mathfrak {g}}\to {\mathfrak {der}}({\mathfrak {g}})\subseteq \operatorname {End} _{K}({\mathfrak {g}})}
{\displaystyle \operatorname {ad} _{x}\colon y\mapsto [x,y]}
은 {\displaystyle {\mathfrak {g}}}의, 스스로 위의 리 대수 미분의 리 대수로 가는 리 대수 준동형이며, 특히 {\displaystyle {\mathfrak {g}}}의 표현으로 여겨질 수 있다. 이를 {\displaystyle {\mathfrak {g}}}의 딸림표현이라고 한다.

## 성질
리 군 {\displaystyle G}의 (리 대응 아래 대응하는) 리 대수가 {\displaystyle {\mathfrak {g}}}라고 하자. 그렇다면, 그 리 군 딸림표현
{\displaystyle \operatorname {Ad} \colon G\to \operatorname {Aut} ({\mathfrak {g}})}
의, 원점 {\displaystyle 1\in G}에서의 밂을 취하자.
{\displaystyle \mathrm {T} _{1}\operatorname {Ad} \colon \mathrm {T} _{1}G\to \mathrm {T} _{0}\operatorname {Aut} ({\mathfrak {g}})}
그런데
{\displaystyle \mathrm {T} _{1}G={\mathfrak {g}}}
{\displaystyle \mathrm {T} _{0}\operatorname {Aut} ({\mathfrak {g}})={\mathfrak {der}}({\mathfrak {g}})}
이며,
{\displaystyle \operatorname {ad} _{\mathfrak {g}}=\mathrm {D} _{1}\operatorname {Ad} _{G}}
임을 보일 수 있다.

## 예
리 대응 아래, 아벨 리 군 {\displaystyle G}의 리 대수는 모든 리 괄호가 0인 벡터 공간이다. 이 경우, {\displaystyle G}의 딸림표현은 항등 함수로 가는 상수 함수이다.